# 台湾省の行政区画

台湾省の二級行政区

台湾省の行政区画（たいわんしょうのぎょうせいくかく）では、中華民国台湾省の管轄下にある二級行政区（県・市）について説明する。2024年（民国113年）現在、台湾省には17の二級行政区（14県・3市）が存在する。

## 歴史
台湾の行政区画の歴史は、17世紀のオランダやスペインによる統治時代に始まった。
1626年、スペインは台湾北部にハモサ（艾爾摩沙）植民地を設立し、その管轄地域を淡水・カバラン（噶瑪蘭）・トゥロボアン（哆囉満）の3省区に分割した。1624年、オランダは台湾南部にフォルモサ（福爾摩沙）植民地を設立した。オランダは1642年に鶏籠の戦いでスペインを破って台湾北部を占領した後、植民地を北部・南部・淡水・卑南の4地方会議区に分割した。1661年、延平王の鄭成功はオランダ人を駆逐して台湾を占領して東都と改称し、承天府・天興県・万年県の1府2県を設置した。1664年、鄭成功の子の鄭経は東都を東寧と改称し、天興県と万年県を州に改め、澎湖・北路・南路の3安撫司を新設して1府2州3司となった。
1683年、清の康熙帝は施琅率いる軍を台湾に侵攻させ、澎湖海戦で鄭氏軍を破って鄭克塽（鄭経の子）を降伏させた。1684年、清の支配下に入った台湾は福建省に編入されて台湾府が設置され、その下に台湾・鳳山・諸羅の3県が設置された。1727年には4県2庁、1845年には4県3庁となり、1875年には北部を分割して台北府が設置され、台湾府・台北府の下部行政区画は合計8県4庁となった。1887年に福建省を分割して福建台湾省が設置され、台北・台湾・台南の3府と11県3庁、並びに台東直隷州が設置された。1894年には南雅庁が設置され、福建台湾省の最終的な下部行政区画は3府11県4庁1直隸州となった。
1895年（明治28年）、日清戦争での敗北に伴い、清は日本と「下関条約」を締結して台湾を日本に割譲した。日本統治時代の初期の台湾の行政区画は3県1庁であったが、その後複数回の改編を経て1901年（明治34年）には20庁、1920年（大正9年）には5州2庁、1926年（大正15年）には澎湖庁が設置されて5州3庁となり、以降この体制が維持された。また、1920年以降、州の下で市制が施行され、1945年（昭和20年/民国34年）の台湾光復時点で11の市が存在した。

### 台湾光復以降の変遷

台湾省の二級行政区（1949年）

台湾省の範囲の変遷（1951年 - 2014年）

- 1945年（民国27年）10月25日 - 中華民国国民政府が台湾を自国領に編入して台湾省を設置し、その下に8県9市が設置される。
- 1947年（民国36年）5月16日 - 台湾省政府が台北市に設置される[21]。
- 1949年（民国38年）8月26日 - 台北県を分割して草山管理局が設置される[22]。
- 1950年（民国39年）4月26日 - 草山管理局が「陽明山管理局」に改称される[22]。
  - 8月 - 行政区画の大規模改編が行われる。宜蘭・桃園・苗栗・彰化・南投・雲林・嘉義・屏東の8県が設置され、新竹・彰化・嘉義・屏東の4市が県轄市に降格する[23]。
- 1957年（民国46年）6月 - 台湾省政府が南投県南投鎮中興新村に移転する[24][25]。
- 1967年（民国56年）7月1日 - 台北市が直轄市に昇格して台湾省から離脱する[26]。
- 1968年（民国57年）7月1日 - 陽明山管理局が台北市に編入される[27]。
- 1973年（民国62年）7月1日 - 台中県を分割して梨山建設管理局（中国語版）が設置される[28]。
- 1979年（民国68年）7月1日 - 高雄市が直轄市に昇格して台湾省から離脱する[29]。
- 1981年（民国70年）3月1日 - 梨山建設管理局が「梨山風景特定区管理所」に降格して台湾省政府交通処の下部機関となり、地方政府としての機能を失う[30]。
- 1982年（民国71年）7月1日 - 新竹市と嘉義市が市に再昇格する。
- 1998年（民国87年）12月21日 - 「台湾省政府功能業務・組織調整暫行条例」が施行される。これにより台湾省は地方自治機能を失って行政院の出先機関となり、県・市は内政部の直接管轄下に置かれるようになった[31][32][33]。
- 2010年（民国109年）12月25日 - 台北県・台中県・台中市・台南県・台南市・高雄県が単独での昇格や合併による昇格で直轄市となり、台湾省から離脱する[34]。
- 2014年（民国103年）10月25日 - 桃園県が直轄市に昇格して台湾省から離脱する[35]。
- 2018年（民国107年）7月1日 - 台湾省政府の新年度予算がゼロとされて事実上廃止され、全ての業務と組織が国家発展委員会に移管される[36]。

## 一覧

### 県
| 県名   | 県旗 | 県章 | 人口 （人） | 面積 （km²） | 人口密度 （人/km²） | 三級行政区数          | 政府所在地 | 地図 |
| ------ | ---- | ---- | ----------- | ------------ | ------------------- | --------------------- | ---------- | ---- |
| 宜蘭県 |      |      | 449,422     | 2,143.6251   | 209.66              | 12 （8郷・3鎮・1市）  | 宜蘭市     |      |
| 新竹県 |      |      | 591,813     | 1,427.5369   | 414.57              | 13 （9郷・3鎮・1市）  | 竹北市     |      |
| 苗栗県 |      |      | 533,566     | 1,820.3149   | 293.12              | 18 （11郷・5鎮・2市） | 苗栗市     |      |
| 彰化県 |      |      | 1,232,192   | 1,074.3960   | 1,146.87            | 26 （18郷・6鎮・2市） | 彰化市     |      |
| 南投県 |      |      | 474,797     | 4,106.4360   | 115.62              | 13 （8郷・4鎮・1市）  | 南投市     |      |
| 雲林県 |      |      | 659,729     | 1,290.8326   | 511.09              | 20 （14郷・5鎮・1市） | 斗六市     |      |
| 嘉義県 |      |      | 481,667     | 1,903.6367   | 253.02              | 18 （14郷・2鎮・2市） | 太保市     |      |
| 屏東県 |      |      | 792,004     | 2,775.6003   | 285.35              | 33 （29郷・3鎮・1市） | 屏東市     |      |
| 台東県 |      |      | 211,681     | 3,515.2526   | 60.56               | 16 （13郷・2鎮・1市） | 台東市     |      |
| 花蓮県 |      |      | 315,987     | 4,628.5714   | 68.27               | 13 （10郷・2鎮・1市） | 花蓮市     |      |
| 澎湖県 |      |      | 107,685     | 126.8641     | 848.82              | 6 （5郷・1市）        | 馬公市     |      |

### 市
| 市名   | 市旗 | 市章 | 人口 （人） | 面積 （km²） | 人口密度 （人/km²） | 三級行政区数 | 政府所在地 | 地図 |
| ------ | ---- | ---- | ----------- | ------------ | ------------------- | ------------ | ---------- | ---- |
| 基隆市 |      |      | 361,600     | 132.7589     | 2,723.73            | 7 （7区）    | 中正区     |      |
| 新竹市 |      |      | 457,269     | 104.1526     | 4,390.38            | 3 （3区）    | 北区       |      |
| 嘉義市 |      |      | 262,990     | 60.0256      | 4,381.30            | 2 （2区）    | 東区       |      |